# Vasvár
Vasvár (niem. Eisenburg, w językach słowiańskich Železnograd, łac. (dawniej) Castrum Ferrum) – miasto na Węgrzech, w komitacie Vas.

## Miasta partnerskie
- Cegléd, Węgry
- Haţeg